# 歡喜玉玲龍
參數所指定的目標頁面不存在，建議更正成存在頁面或直接建立下列一個頁面（建立前請先搜尋是否有合適的存在頁面可以取代）：
- 無敵星期六

參數所指定的目標頁面不存在，建議更正成存在頁面或直接建立下列一個頁面（建立前請先搜尋是否有合適的存在頁面可以取代）：
- 臺灣強強滾~金玉滿堂花開富貴

《歡喜玉玲龍》是中國電視公司星期六晚間綜藝節目，製作單位是全能製作公司，製作人是王鈞與馬競達。於2001年4月7日至2002年4月13日，首映時間為台灣時間每週六20時整至22時播出，全53集。主持人澎恰恰、許效舜從中華電視公司星期六晚間綜藝節目《無敵星期六》跳槽至中視。(原華視《無敵星期六》主持棒由賀一航、董至成接棒。) 與澎恰恰、許效舜曾經主持的華視《無敵星期六》類似，除了經典的鐵獅玉玲瓏單元外，並重現許效舜在三立台灣台黃金夜總會節目時期著名的搞笑短劇「福州伯」。2002年4月13日，澎恰恰、許效舜將節目搬至台視並改名《臺灣強強滾~金玉滿堂花開富貴》，除製作單位外原班人馬也一同跳槽台視。

## 概要
《歡喜玉玲龍》創始自三立綜藝台綜藝節目《黃金夜總會》之單元〈鐵獅玉玲瓏〉；而繼華視收購並成為其綜藝節目《無敵星期六》單元〈無敵玉玲瓏〉後，再由當初的中視接手製作與播映，表演者澎恰恰與許效舜亦成為節目主要主持人。因《歡喜玉玲龍》開播後迴響良好，全能製作公司曾於2001年7月1日在中視推出星期日版節目《周日玉玲龍》；但至同年11月中旬，考量曝光度過高影響新鮮度，決定停播《周日玉玲龍》。
2001年，中視文化公司授權戰聲科技發行《歡喜玉玲龍》全套VCD與DVD-Video，兩套皆內嵌中視首播的黃色楷書體字幕；數年後中視綜藝台重播並重作白底黑邊黑體字幕（無內嵌首播時字幕），高點電視台、霹靂台灣台與靖天傳播亦陸續購得公開播映權。

## 節目單元

### 爆笑舞台劇
開場短劇，每集都有不同的劇名與主題。每集在觀眾不斷齊喊「玉玲龍、玉玲龍」中開場，澎恰恰或許效舜隨即出場帶領觀眾喊開場口號。第1集開場口號：「【澎恰恰：】《歡喜玉玲龍》，有看有歡喜，外歡喜？【觀眾齊喊：】這歡喜！」第2集以後開場口號：「【澎恰恰或許效舜：】《歡喜玉玲龍》，外歡喜？【觀眾齊喊：】這歡喜！」

### 歡喜玉玲龍

2001年9月25日，《歡喜玉玲龍》錄影現場。
左一至左三：戎祥、許效舜、澎恰恰

單元內容改編自海上仙山衛星電視台民間說唱藝術節目《錦裙玉玲瓏》，始作為《黃金夜總會》單元〈鐵獅玉玲瓏〉。

#### 人物
以下所列皆穿著古裝，女性舞者除外。
- 貴寶：許效舜飾演，角色原型為《錦裙玉玲瓏》的寶貴（本名陳寶貴）。

珠寶的妹妹。負責故事主導。
配戴黑色假短髮居多，持紅色絲巾，眉間部位（或附額頭、鼻樑）塗白並於外圍畫上黑線。
經常被迫離座跳舞，由珠寶或爵士鼓手使用自有樂器以勒令跳舞，原因包括改編故事與歌曲、偏離主題、激烈節奏作響或提及詞語超過尺度等。
- 珠寶：澎恰恰飾演，角色原型為《錦裙玉玲瓏》的寶珠（本名陳美珠）。

貴寶的姐姐。負責彈奏電吉他以參與音樂伴奏與輔助單元進行。
逢單元每次播映而替換假髮。
- 爵士鼓手：戎祥飾演（曾由馬國畢暫代，前作鼓手NONO也曾回歸）

負責敲打爵士鼓（早期僅銅鈸）以參與音樂伴奏。由於身邊架有麥克風，常與貴寶及珠寶互動。
- 假二胡手、假月琴手：飾演者不定，以馬國畢與江冠宏較廣為人知

陪襯性質，僅在佈景旁並「配合」音樂伴奏（由於樂器是假的）；但隨單元發展，除了偶與貴寶舞獅，甚至各自表演等。另外常在貴寶講完冷笑話時一起全身顫抖到從座位上摔下。
- 女性舞者

「R2舞群」的女性舞者，負責在跳舞時伴舞，通常一次指派兩人出場，最多四人出場。

#### 表演形式
內容以說唱各種歷史故事或傳說為重，並將傳統戲曲中的小戲與近代風行的冷笑話、無厘頭文化與諧音字結合，且涉及多數戲擬手法，亦常貶低偉人、英雄或神明等之崇高地位，甚至加入禁忌話題。既呈現古今融合之效，亦表示單元具有強烈玩笑意味，不得完全當真。
單元開始前演奏開場音樂，隨後貴寶講「歡迎收看」、二人（或與鼓手）再合講「歡喜玉玲龍啊！」，再開始演唱主題曲。兩人唱完後向觀眾問候（偶時穿插橋段）並正式進入單元。
通常在劇情發展達到轉折或珠寶向貴寶發問時，貴寶常以「是的」或貴寶在先、珠寶在後的回應「話那欲講透更，目屎是掰袂離」回應，隨後珠寶和鼓手往往同彈吉他低音La五聲、同敲五次鼓；或是直接繼續。
若貴寶講到一個段落（尤其偏離主題、措詞超過尺度或被認定效果差勁），珠寶或NONO將演奏自有樂器以勒令貴寶離座跳舞：通常採用〈墓仔埔也敢去〉的前奏為背景音樂，並與兩位女性舞者跳舞，跳至累倒為止或繼續歌舞表演後結束，有時則是（加）跳「敬禮舞」、「點點舞」、舞獅或其它類型的舞蹈；而珠寶於少數狀況下也會被迫如此，或演奏〈管路（Pipeline）〉。
直到單元末端，先由貴寶與珠寶向觀眾道別（通常是以「下回請你繼續收看，歡喜玉玲龍啊！」類似句式為主），再以相同主題曲完結。
本單元多次在高雄市舉行戶外錄影，戶外錄影地點有2002高雄燈會、大樂購物中心、三鳳宮、高雄大遠百。

#### 音樂

##### 主題曲
以下歌詞皆是以台語發音，用字則盡量與教育部《臺灣閩南語常用詞辭典》網站對應。
- 片頭

|  | 【許效舜：】阮是可愛的女紅妝 生做是古錐啊淡薄仔俗 【澎恰恰：】希望（祝）恁平安（美滿）又快樂 做伙來收看 歡喜玉玲龍 |

- 片尾

|  | 【許效舜：】阮是可愛的女紅妝 生做是古錐啊淡薄仔俗 【澎恰恰：】希望（祝）您平安（美滿）又快樂 下回來收看 歡喜玉玲龍 |

##### 常用插曲
- 葉啟田〈墓仔埔也敢去〉（應為伍佰演唱版本）
- 尤雅〈我不知我愛你〉
- 瑞奇馬汀〈The Cup of Life（生命之杯）〉

|  | 夠了夠了夠了 好累好累好累（*4） |

- 純演奏音樂〈PIPELINE（管路）〉

### 巨星玉玲龍
〈歡喜玉玲龍〉的改版單元，播映中期推出。每集邀請一位來賓接受貴寶與珠寶訪問，並說唱該位來賓的成長過程等相關內容。主題曲繼續沿用，僅將末句「歡喜玉玲龍」改為「巨星玉玲龍」。來賓右手邊有一個電鈴，來賓隨時可以按鈴對說唱內容提出異議。

### 歡喜大鼻宮
以一間虛構的寺廟「大鼻宮」為場景的短劇單元。「大鼻宮」來自澎恰恰的大鼻孔特徵。許效舜飾演大鼻宮的門生「許門生」。澎恰恰飾演大鼻宮的師父「大鼻公」（乩童），會在許門生的指示下被三太子附身。每次有陳為民、黃嘉千等固定班底扮演信徒來問事，另邀請一位特別來賓來問事。特別來賓會詢問三太子一些問題，但必須要以「尊敬的心」詢問問題；否則，三太子若被激怒，三太子身後的獅頭道具會噴出乾冰，門生同時喊「神明生氣了」。
每次許門生請大鼻公出場時，喊：「有請師父！」大鼻公出場時，演奏王夢麟的歌曲〈廟會〉為出場樂，師父唱第一句「歡鑼喜鼓咚得隆咚鏘」，許門生唱第二句「鈸鐃滿雲霄」；但許門生都會將「鈸鐃滿雲霄」唱錯（不是唱成「我是你阿公」，就是唱成「你要叫我阿公」）。但有例外：特別來賓蔡秋鳳來問事時，大鼻公出場時唱〈飛躍在我心〉，許門生不唱歌。
不過每次演到最後，許門生與大鼻公通常會被由馬國畢與江冠宏扮演的兩位警察以「神棍詐騙」之罪名抓走，但有例外：特別來賓陳小春來問事時，只有陳小春被兩位警察抓走，許門生與大鼻公沒被抓走，陳為民與黃嘉千扮演的賭博夫妻也沒被抓走；蔡秋鳳來問事時，馬國畢藏在圓桌下操控乾冰開關，江冠宏未出場，所以沒有警察。

### 歡喜大歌廳
以一間虛構歌廳為場景的短劇單元，每集邀請不同來賓參演，固定角色是澎恰恰扮演的「歌廳經理」與許效舜扮演的「舜小妹」。但在動力火車參演的一集，許效舜扮演歌廳員工。

### 歡喜全民開唱
許效舜與李蒨蓉主持的外景單元，每集找一群符合特定條件的路人唱同一首指定歌曲。

### 你著忍耐
考驗藝人對於突發狀況是否能「處變不驚」的遊戲，單元名稱來自江蕙原唱的台語流行音樂歌曲〈你著忍耐〉，開場曲改自這首歌的一段歌詞：「無論舜仔有多醜，無論澎哥多厲害，心愛的心愛的，水不通噴出來，請你著忍耐。」唱完開場曲，喊開場口號：「你著忍耐，外忍耐？這忍耐！」
參賽藝人要先喝一口水（或牛奶）於嘴裡，不可喝進肚裡。接著其他人（合稱「忍耐軍團」）會以無厘頭的扮相與表演逗參賽藝人笑，若從頭到尾參賽藝人不會因這些爆笑的狀況而噴出口中的水（或牛奶），則可獲得新台幣一萬五千元整的獎金；若每噴出一次，則乾冰從地面噴發一次、獎金被扣除一次，每次扣新台幣五千元整。即使扣至零元整，若參賽者噴出水（或牛奶），獎金仍然會繼續被倒扣；至單元結束後，倒扣的金額從參賽者的通告費中扣除。
參賽者進場時與單元結束時，全體鼓掌「十全十美」：澎恰恰喊「十全十美」，全體往前彎腰半蹲鼓掌「啪啪啪啪啪啪啪、啪啪啪」兩次。

### 台灣舜娘
古裝搞笑短劇單元，改編自彭小妍原著小說《斷掌順娘》，許效舜扮演女主角「舜娘」，澎恰恰扮演舜娘的婆婆「澎老夫人」，另有各集不同的來賓參演。舜娘的公公與丈夫皆已死亡，又無子女，故與澎老夫人相依為命，卻經常做了迷糊事而讓澎老夫人哭笑不得。該單元中經常出現的歌曲與台詞有：
1. 舜娘主題曲（舜娘每集第一次上場時及收尾時獨唱）：「天頂下凡美嬌娘，阮是台灣的舜娘，天真活潑擱自由，沒煩沒惱沒憂愁。」
2. 澎老夫人開場詞（澎老夫人每集第一次上場時獨講）：「公公公公公，妹妹以妹妹[9]。辛苦持家、為誰忙，娶了媳婦、沒兒郎，天生掃把[10]、吊兒又啷噹，每天只會、幫倒忙。公公公公公，妹妹以妹妹[9]。」
3. 舜娘插曲（舜娘每集獨唱）：「兩枝甘蔗平平長，毋知哪枝較有糖？[11]兩個細妹平平高，毋知哪個情較多？[12]拖去撞，拖去撞，拖去撞到腦震盪。[13]」

### 開什麼玩笑
是由許多參賽藝人扮演鬼怪、說鬼故事的單元，由《無敵星期六》的單元〈驚聲尖笑〉改版而來，前期固定由澎恰恰扮演的教授開場，後期固定由陳為民扮演的「李小為」開場。教授開場時，教授喊「上課了」，然後教授與參賽藝人一起在開場音樂中手舞足蹈，然後教授喊：「這是什麼學校？」，然後參賽藝人一起喊：「開什麼玩笑！」李小為開場時，李小為自報姓名，然後參賽藝人一起喊「你笑ㄟ」，然後李小為模仿李小龍的語氣喊：「這是什麼學校？」，然後參賽藝人一起喊：「開什麼玩笑！」
上課中，教授或李小為逐一指名參賽藝人上台講鬼故事，驗收他們講鬼故事的功力。許效舜飾演從〈驚聲尖笑〉跳槽來的甘草人物「福州伯」，黃嘉千飾演扮成日本女鬼的甘草人物「嘉三千」，這兩位說的雖然是與鬼有關的話題，但不是鬼故事，反而是與鬼有關的笑話。福州伯與嘉三千形容笑話中的情節有多麼恐怖的時候，固定的台詞是：「外恐怖？這恐怖！」並搭配固定的手勢，以形容其恐怖的程度。每次福州伯或嘉三千說完笑話後，會有從地面上竄起噴向他們的乾冰；他們還會被其他參賽藝人不斷地以紙扇子敲頭，並喊著「開什麼玩笑！」象徵他們是來搗亂的。
結束時，教授喊：「這是什麼學校？」，或是李小為模仿李小龍的語氣喊：「這是什麼學校？」，然後參賽藝人一起喊：「開什麼玩笑！」，最後教授或李小為喊「下課！」作結。

### 台灣奇蹟
人物訪談單元，內容類似《紅白勝利》的單元〈我的成長〉。每集邀請一位「奇蹟人物」，以其崛起的故事為該集主題。開場口號：「【澎恰恰：】台灣本身就是個奇蹟。【許效舜：】很多奇蹟發生在台灣。【澎恰恰：】歡迎收看今天的——【澎恰恰、許效舜：】〈台灣奇蹟〉。」其中一集的奇蹟人物是澎恰恰，該集改由許效舜與美人主持，請來提拔澎恰恰進入演藝圈的衛子雲、謝雷與方駿擔任來賓。

### 愛情淘汰人
電視交友單元，「淘汰人」讀音同「桃太郎」。每集邀請一位女藝人與五位男性參賽者，經女藝人的親友團四輪投票淘汰四位參賽者，最後剩下的唯一參賽者才能與女藝人交往。被淘汰者稱為「淘汰人」。

### 歡喜搶救計畫
開放觀眾2人一組寄委託信向「搶救小組」報名，請求搶救小組協助雙方和解或圓夢。澎恰恰與許效舜穿著中國童子軍服裝主持，蔡燦得與何嘉文擔任助理主持人。除最後一集外，每集都以字幕告知報名地址「台北市八德路三段212號3樓 《歡喜玉玲龍》收」，此即全能製作公司總部地址。若任務成功，澎恰恰與許效舜會喊：「今天的〈歡喜搶救計畫〉，搶救成功（或直接喊「成功」）！」若任務失敗，則喊：「今天的〈歡喜搶救計畫〉，失敗！」
其中一集播出特別企劃：搶救小組以假的委託信把澎恰恰與許效舜騙去北投公園露天溫泉，搶救小組安排一群身上有大片刺青的假黑道兄弟泡溫泉，假黑道兄弟言語脅迫澎恰恰與許效舜也來泡溫泉，澎恰恰與許效舜把身上衣物脫到各只剩一條四角內褲後踏入溫泉，最後蔡燦得到現場展示紅色「歡喜搶救計畫搶救成功」布條作結，澎恰恰與許效舜才知道自己被整了。該集有許效舜走出台北市士林區三立電視中影棚（中央電影公司製片廠內）大門的片段。

### 整人特別企劃
工作人員與馬國畢、澎恰恰聯手，在許效舜參加其他節目錄影期間，到台北市市民大道四段212號「歡樂石族」公司（許效舜「石頭家族」的總部），以馬國畢提供的備用鑰匙與保全卡開鎖進入，在澎恰恰指揮下搬走全部物品後撤離，並安裝針孔攝影機拍攝許效舜回來見到公司被搬空時的反應。許效舜與其助理回到歡樂石族公司，見到公司被搬空，許效舜狂笑不止。澎恰恰假裝什麼都不知道，進入歡樂石族公司，阻止許效舜報警。工作人員扮演的郵差來到歡樂石族公司，親送一封掛號信給許效舜；許效舜將掛號信拆封，從中取出「《歡喜玉玲龍》，多好騙」字卡，才知道自己被整了。最後，澎恰恰喊「《歡喜玉玲龍》，外好騙」，眾人齊喊「這好騙」作結。

## 獎項

### 電視金鐘奬
| 年份   | 獲提名         | 獎項                             | 結果 |
| ------ | -------------- | -------------------------------- | ---- |
| 2001年 | 澎恰恰、許效舜 | 第36屆金鐘獎最佳綜藝節目主持人獎 | 提名 |

## 註解、參考資料
1. ↑  104黃頁查詢結果 的存檔，存档日期2005-05-05.，2008年7月15日查閱。
2. ↑  閩南語，意即：「《歡喜玉玲龍》，有看有歡喜，怎樣的歡喜？這麼歡喜！」
3. ↑  閩南語，意即：「《歡喜玉玲龍》，怎樣的歡喜？這麼歡喜！」
4. ↑  構想源自果子狸，並結合京劇角臉譜。
5. ↑  將台視綜藝節目《五燈獎》每段廣告結束後的開場音樂升高一個音調而成。
6. ↑  據許效舜在綜藝節目《康熙來了》〈令人懷念的電視經典角色〉單元親口表示，「是的」發音源自藝人徐熙娣（小S）的名字諧音。
7. ↑  意即「話若要講到底，眼淚是擦不完。」
8. ↑  意即「你要忍耐」。
9. 1 2  第一、三、五個「公」字發音同「拱」，四個「妹」字發音「ㄇㄟ」。
10. ↑  嫌舜娘是天生的掃把星。
11. ↑  此依客家委員會 客家語言能力認證網站 客語字典查詢檢索條列 （页面存档备份，存于）。當時字幕以「湯」字取代「糖」字。
12. ↑  意即「兩枝甘蔗一樣長，不知哪枝較多糖？兩個姑娘一樣高，不知哪個較多情？」
13. ↑  此三句皆無義。
14. ↑  開場音樂同台視綜藝節目《龍兄虎弟》之單元〈音樂教室〉第二代版本中，張菲出場前的開場音樂。
15. ↑  閩南語，意即「你是瘋子」。
16. ↑  閩南語，意即：「怎樣的恐怖？這麼恐怖！」
17. ↑  閩南語，意即：「《歡喜玉玲龍》，怎樣的好騙？」
18. ↑  閩南語，意即：「這麼好騙！」

## 資料來源
- 台灣電視資料庫
- 中視文化公司《歡喜玉玲龍》節目光碟

| 中國電視公司 星期六20:00               | 中國電視公司 星期六20:00                  | 中國電視公司 星期六20:00 |
| -------------------------------------- | ----------------------------------------- | ------------------------ |
|                                        | 歡喜玉玲龍 (2001年4月7日－2002年4月13日)  |                          |
| 全能綜藝通 （播映時間改為星期五21:00） | 綜藝大哥大 (2002年4月20日－2011年9月24日) |                          |